# 中條祐介
中條 祐介（なかじょう ゆうすけ、1964年4月2日 - ）は、日本の研究者。専攻は経営学、会計学。公立大学法人横浜市立大学理事・副学長・国際総合科学部長・教授、日本ディスクロージャー研究学会副会長。日本会計研究学会学会賞等受賞。

## 経歴
- 1987年 : 高崎経済大学経済学部経営学科卒業
- 1989年 : 横浜国立大学大学院経営学研究科修士課程修了
- 1992年：一橋大学大学院商学研究科博士後期課程単位修得退学
- 1992年：横浜市立大学商学部専任講師
- 1993年：横浜市立大学 商学部 助教授
- 2004年：横浜市立大学 商学部 教授
- 2005年：横浜市立大学 国際総合科学部 教授
- 2014年：横浜市立大学 国際総合科学部 学部長
- 2019年：横浜市立大学 理事・副学長・国際総合科学部長[2]

## 受賞歴
- NOMURA Award（2011年3月）：金融経済教育への貢献に対して
- 日本会計研究学会・学会賞（2012年8月）：論文「中期経営計画情報の自発的開示行動とその企業特性」に対して[3]

## 著書
- 『メインバンクー企業関係と会計政策』横浜市立大学 1994年
- 『連結会計とグループ経営』（伊藤邦雄と共著）中央経済社 2004年
- 『企業ディスクロージャーの品質改善とその評価方法の確立』横浜市立大学 2005年
- 『会計学の手法』（田村威文, 浅野信博と共著）中央経済社 2015年